# Championnat d'Haïti de football
Le Championnat d'Haïti de football (Championnat haïtien de football professionnel - CHFP) est une compétition de football qui constitue le sommet de la hiérarchie de ce sport à Haïti. 
Composé de dix-huit équipes, il a été créé en 1937 et a connu plusieurs formules au cours des années 2000 avec une saison en deux tournois de type ouverture et clôture, comme dans de nombreux championnats d'Amérique du Sud. 
Seules les éditions 2012 et 2013 ont été disputées en suivant un calendrier annuel. La saison 2005-2006 a, quant à elle, connu trois championnats. En outre, entre 2019 et 2022, on assiste à l'abandon ou l'annulation de six tournois sur sept (voir palmarès).

## Histoire
Le championnat est créé en 1937. Le Racing Club haïtien remporte alors la première édition. Depuis 2002, un nouveau format voit la saison être divisée en deux périodes, Ouverture et Clôture.

## Les clubs de l'édition 2020-2021
| \| Real Hope AS Capoise FICA Arcahaie Tempête Baltimore Don Bosco Racing Gonaïves América Juventus Violette RC Haïtien Triomphe Mirebalais Ouanaminthe Cavaly Rivartibonitienne Cosmopolites \| Localisation des équipes engagées. |
| Real Hope AS Capoise FICA Arcahaie Tempête Baltimore Don Bosco Racing Gonaïves América Juventus Violette RC Haïtien Triomphe Mirebalais Ouanaminthe Cavaly Rivartibonitienne Cosmopolites                                          |

| Club                          | Ville, département                         | Stade (capacité)                |
| ----------------------------- | ------------------------------------------ | ------------------------------- |
| América des Cayes             | Les Cayes, Sud                             | Parc Larco (2000)               |
| Arcahaie FC (tenant du titre) | Arcahaie, Ouest                            | Parc Saint-Yves (1000)          |
| Baltimore SC                  | Saint-Marc, Artibonite                     | Parc Levelt (5000)              |
| AS capoise                    | Cap-Haïtien, Nord                          | Parc Saint-Victor (9500)        |
| AS Cavaly                     | Léogâne, Ouest                             | Parc Julia-Vilbon (10500)       |
| Cosmopolites SC               | Delmas, Ouest                              |                                 |
| Don Bosco FC                  | Pétion-Ville, Ouest                        | Stade Sylvio-Cator (15000)      |
| FICA                          | Cap-Haïtien, Nord                          | Parc Saint-Victor (9500)        |
| Juventus des Cayes            | Les Cayes, Sud                             |                                 |
| Ouanaminthe FC                | Ouanaminthe, Nord-Est                      | Parc Notre-Dame de Vapor (1000) |
| AS Mirebalais                 | Mirebalais, Centre                         | Parc Nelson-Petit-Frère (2000)  |
| RC haïtien                    | Port-au-Prince, Ouest                      | Stade Sylvio-Cator (15000)      |
| Racing Gonaïves               | Les Gonaïves, Artibonite                   | Parc Stenio-Vincent (3000)      |
| Réal du Cap                   | Cap-Haïtien, Nord                          | Parc Saint-Victor (9500)        |
| Tempête FC                    | Saint-Marc, Artibonite                     | Parc Levelt (5000)              |
| Triomphe AC                   | Liancourt, Artibonite                      | Parc Mercinus-Deslouches (1000) |
| USR                           | Petite-Rivière-de-l'Artibonite, Artibonite |                                 |
| Violette AC                   | Port-au-Prince, Ouest                      | Stade Sylvio-Cator (15000)      |

## Palmarès
| Année     |           | Vainqueur                |
| --------- | --------- | ------------------------ |
| 1937-1938 |           | Racing Club haïtien      |
| 1939      |           | Violette AC              |
| 1940      |           | Hatüey Bacardi Club      |
| 1941      |           | Racing Club haïtien      |
| 1942      |           | Étoile haïtienne         |
| 1943      |           | Arsenal FC               |
| 1944      |           | Étoile haïtienne         |
| 1945      |           | Hatüey Bacardi Club      |
| 1946      |           | Racing Club haïtien      |
| 1947      |           | Racing Club haïtien      |
| 1948      |           | Excelsior AC             |
| 1949      |           | Championnat interrompu   |
| 1950      |           | Excelsior AC             |
| 1951      |           | Excelsior AC             |
| 1952-1953 |           | Aigle Noir AC            |
| 1953-1954 |           | Racing Club haïtien      |
| 1954      |           | Non disputé              |
| 1955      |           | Aigle Noir AC            |
| 1956      |           | Jeunesse Pétionville     |
| 1957      |           | Violette AC              |
| 1958      |           | Racing Club haïtien      |
| 1961      |           | Étoile haitienne         |
| 1962      |           | Racing Club haïtien      |
| 1963-1967 |           | Non disputé              |
| 1968      |           | Violette AC              |
| 1969      |           | Racing Club haïtien      |
| 1970      |           | Aigle Noir AC            |
| 1971      |           | Don Bosco FC             |
| 1972-1982 |           | Non disputé              |
| 1983      |           | Violette AC              |
| 1984-1987 |           | Non disputé              |
| 1987-1988 |           | Aigle Rouge des Gonaïves |
| 1988-1989 |           | FICA                     |
| 1990      |           | FICA                     |
| 1991-1992 |           | Non disputé              |
| 1992-1993 |           | Tempête FC               |
| 1993-1994 |           | FICA                     |
| 1994-1995 |           | Violette AC              |
| 1996      |           | Racing Gonaïves          |
| 1997      |           | AS capoise               |
| 1998      |           | FICA                     |
| 1999      |           | Violette AC              |
| 2000      |           | Racing Club haïtien      |
| 2001      |           | FICA                     |
| 2002      | Ouverture | Roulado FC               |
| 2002      | Clôture   | Racing Club haïtien      |
| 2003      | Ouverture | Don Bosco FC             |
| 2003      | Clôture   | Roulado FC               |
| 2004-2005 | Ouverture | AS Mirebalais            |
| 2004-2005 | Clôture   | Baltimore SC             |
| 2005-2006 | Ouverture | Baltimore SC             |
| 2005-2006 | Clôture   | Aigle Noir AC            |
| 2005-2006 | Digicel   | Aigle Noir AC            |
| 2007      | Ouverture | Baltimore SC             |
| 2007      | Clôture   | AS Cavaly                |
| 2008      | Ouverture | Tempête FC               |
| 2008      | Clôture   | Racing Gonaïves          |
| 2009      | Ouverture | Tempête FC               |
| 2009      | Clôture   | Racing Club haïtien      |
| 2010-2011 | Ouverture | Tempête FC               |
| 2010-2011 | Clôture   | Victory SC               |
| 2011      | Ouverture | Baltimore SC             |
| 2011      | Clôture   | Tempête FC               |
| 2012      | 2012      | Valencia FC              |
| 2013      | 2013      | AS Mirebalais            |
| 2014      | Ouverture | América des Cayes        |
| 2014      | Clôture   | Don Bosco FC             |
| 2015      | Ouverture | Don Bosco FC             |
| 2015      | Clôture   | FICA                     |
| 2016      | Ouverture | Racing Gonaïves          |
| 2016      | Clôture   | FICA                     |
| 2017      | Ouverture | Real Hope                |
| 2017      | Clôture   | AS capoise               |
| 2018      | Ouverture | AS capoise               |
| 2018      | Clôture   | Don Bosco FC             |
| 2019      | Ouverture | Arcahaie FC              |
| 2019      | Clôture   | Tournoi abandonné        |
| 2020      | Ouverture | Tournoi abandonné        |
| 2020      | Clôture   | Non disputé              |
| 2020-2021 | Ouverture | Violette AC              |
| 2020-2021 | Clôture   | Tournoi abandonné        |
| 2021-2022 | Ouverture | Non disputé              |
| 2021-2022 | Clôture   | Non disputé              |

### Bilan par club
|     | Club                     | Ville          | Nombre de titres | Années de victoire                                                             |
| --- | ------------------------ | -------------- | ---------------- | ------------------------------------------------------------------------------ |
| 1.  | Racing Club haïtien      | Port-au-Prince | 11               | 1937-1938, 1941, 1946, 1947, 1953-1954, 1958, 1962, 1969, 2000, 2002 C, 2009 C |
| 2.  | FICA                     | Cap-Haïtien    | 7                | 1988-1989, 1990, 1993-1994, 1998, 2001, 2015 C, 2016 C                         |
| 2.  | Violette AC              | Port-au-Prince | 7                | 1939, 1957, 1968, 1983, 1994-1995, 1999, 2020-2021 O                           |
| 4.  | Tempête FC               | Saint-Marc     | 5                | 1992-93, 2008 O, 2009 O, 2010-2011 O, 2011 C                                   |
| 4.  | Aigle Noir AC            | Port-au-Prince | 5                | 1952-1953, 1955, 1970, 2005-2006 C, 2005-2006 D                                |
| 4.  | Don Bosco FC             | Pétionville    | 5                | 1971, 2003 O, 2014 C, 2015 O, 2018 C                                           |
| 7.  | Baltimore SC             | Saint-Marc     | 4                | 2004-2005 C, 2005-2006 O, 2007 O, 2011 O                                       |
| 8.  | Racing Gonaïves          | Les Gonaïves   | 3                | 1996, 2008 C, 2016 O                                                           |
| 8.  | Étoile haïtienne         | Port-au-Prince | 3                | 1942, 1944, 1961                                                               |
| 8.  | Excelsior AC             | Port-au-Prince | 3                | 1948, 1950, 1951                                                               |
| 8.  | AS capoise               | Cap-Haïtien    | 3                | 1997, 2017 C, 2018 O                                                           |
| 12. | Hatüey Bacardi Club      | Port-au-Prince | 2                | 1940, 1945                                                                     |
| 12. | Roulado FC               | La Gonâve      | 2                | 2002 O, 2003 C                                                                 |
| 12. | AS Mirebalais            | Mirebalais     | 2                | 2004-2005 O, 2013                                                              |
| 15. | Arsenal FC               | Port-au-Prince | 1                | 1943                                                                           |
| 15. | Jeunesse Pétionville     | Pétionville    | 1                | 1956                                                                           |
| 15. | Aigle Rouge des Gonaïves | Les Gonaïves   | 1                | 1987-1988                                                                      |
| 15. | América des Cayes        | Les Cayes      | 1                | 2014 O                                                                         |
| 15. | AS Cavaly                | Léogâne        | 1                | 2007 C                                                                         |
| 15. | Victory SC               | Jacmel         | 1                | 2010-2011 C                                                                    |
| 15. | Valencia FC              | Léogâne        | 1                | 2012                                                                           |
| 15. | Réal du Cap              | Cap-Haïtien    | 1                | 2017 O                                                                         |
| 15. | Arcahaie FC              | Arcahaie       | 1                | 2019 O                                                                         |

## Statistiques et records

### Les 3 meilleurs buteurs du championnat
Source consultée : Haiti-Tempo
| Rang | Joueur              | Nb de buts |
| 1    | Jean-Robert Menelas | 116 buts   |
| 2    | Golman Pierre       | 104 buts   |
| 3    | André Amy           | 103 buts   |